# Australian Open 2018
De 106e editie van het Australische grandslamtoernooi, het Australian Open 2018, werd gehouden tussen 15 en 28 januari 2018. Het toernooi in het Melbourne Park te Melbourne was de 92e editie voor de vrouwen.
Bij zowel het enkelspel voor de mannen als dat voor de vrouwen begon het toernooi op de vijftiende van januari. Bij beide dubbelspelen startte het toernooi twee dagen later en het gemengd dubbelspel begon pas op de negentiende. De finale van het vrouwendubbelspel werd op vrijdag de zesentwintigste gespeeld. De finales van het mannendubbelspel en het vrouwenenkelspel vonden op zaterdag de zevenentwintigste plaats. Het toernooi werd afgesloten met de finales van het gemengd dubbelspel en het mannenenkelspel op zondag achtentwintig januari.
In het mannenenkelspel was de Zwitser Roger Federer de titelverdediger, bij de vrouwen was de titelhoudster, de Amerikaanse Serena Williams, afwezig. De titelverdedigers bij het mannendubbelspel waren de Fin Henri Kontinen en John Peers uit Australië. Bij de vrouwen ging de titel in 2017 naar Bethanie Mattek-Sands (VS) en de Tsjechische Lucie Šafářová. Titelverdediger bij het gemengd dubbelspel was het Amerikaans/ Colombiaans duo Abigail Spears en Juan Sebastián Cabal.
Bij het mannenenkelspel greep de Zwitser Roger Federer zijn zesde Australian Open-titel – het was zijn twintigste grandslamtitel in totaal. De Deense Caroline Wozniacki veroverde bij de vrouwen haar eerste grandslamtitel – hiermee keerde zij, na zes jaar, terug op de leidende positie van de wereldranglijst. De winst van het mannendubbelspel ging naar de Oostenrijker Oliver Marach en Mate Pavić uit Kroatië – voor ieder van hen was het de eerste grandslamtitel. De zege in het vrouwendubbelspel werd gegrepen door Tímea Babos (Hongarije) en de Française Kristina Mladenovic – het was hun vierde gezamenlijke grandslamtitel. Ten slotte wist het Canadees/Kroatisch duo Gabriela Dabrowski en Mate Pavić de titel in het gemengd dubbelspel te veroveren – beiden hadden eenmaal eerder een gemengd-dubbelspeltitel gewonnen.
Bij het vrouwenrolstoeltennis won de Nederlandse Diede de Groot de enkelspeltitel – in de finale versloeg zij Yui Kamiji uit Japan. In de dubbelspelfinale wonnen Yui Kamiji en de Nederlandse Marjolein Buis van het Nederlandse duo Diede de Groot en Aniek van Koot.
Het toernooi van 2018 trok een recordaantal van 743.667 toeschouwers.

## Toernooikalender

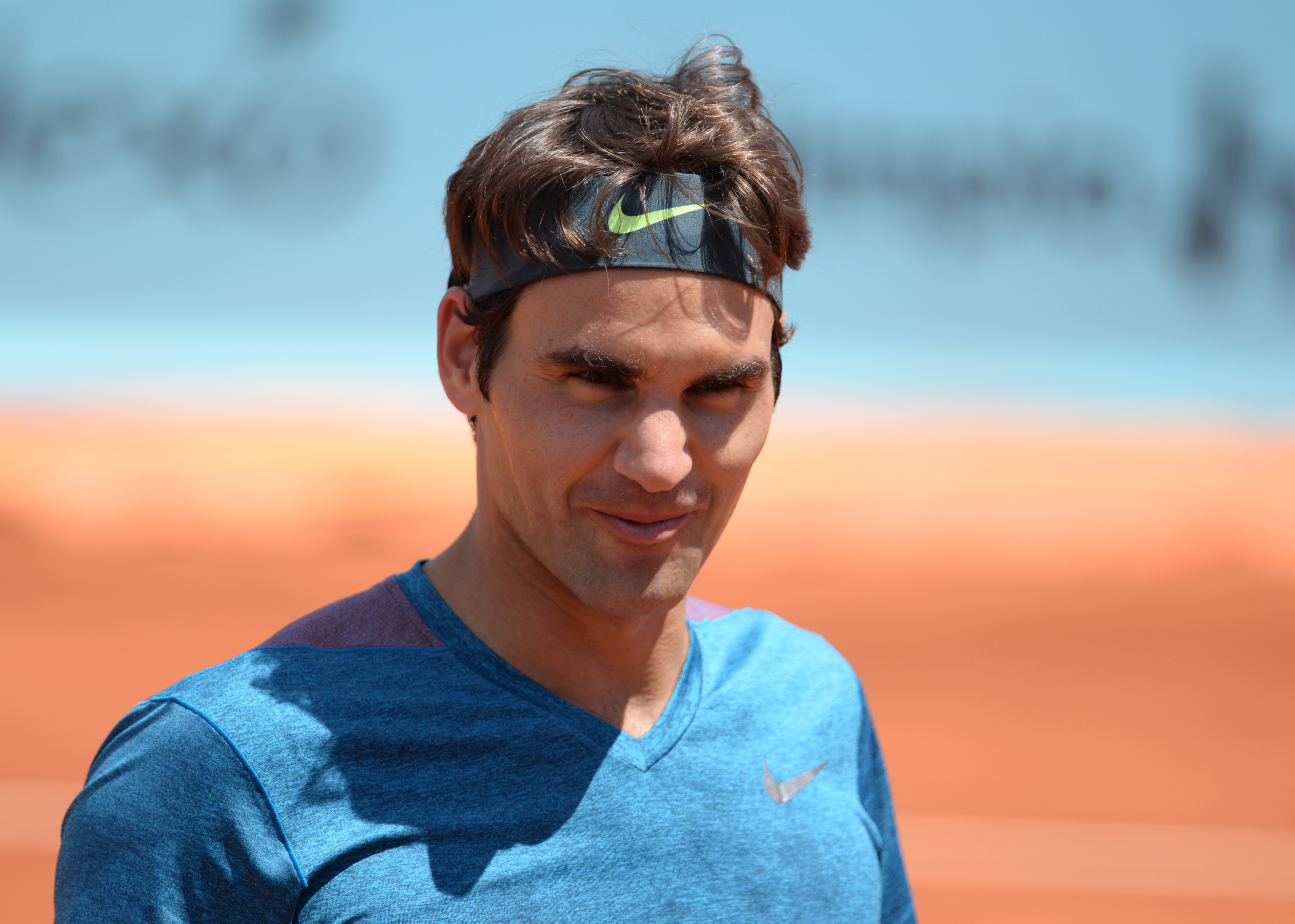
Roger Federer, winnaar bij de mannen.

| Australian Open    | januari 2018 | januari 2018 | januari 2018 | januari 2018 | januari 2018 | januari 2018 | januari 2018 | januari 2018 | januari 2018 | januari 2018 | januari 2018 | januari 2018 | januari 2018 | januari 2018 |
| Australian Open    | maa 15       | din 16       | woe 17       | don 18       | vrĳ 19       | zat 20       | zon 21       | maa 22       | din 23       | woe 24       | don 25       | vrĳ 26       | zat 27       | zon 28       |
| ------------------ | ------------ | ------------ | ------------ | ------------ | ------------ | ------------ | ------------ | ------------ | ------------ | ------------ | ------------ | ------------ | ------------ | ------------ |
| mannenenkelspel    | 1e ronde     | 1e ronde     | 2e ronde     | 2e ronde     | 3e ronde     | 3e ronde     | 4e ronde     | 4e ronde     | kwartfinale  | kwartfinale  | halve finale | halve finale |              | finale       |
| vrouwenenkelspel   | 1e ronde     | 1e ronde     | 2e ronde     | 2e ronde     | 3e ronde     | 3e ronde     | 4e ronde     | 4e ronde     | kwartfinale  | kwartfinale  | halve finale |              | finale       |              |
| mannendubbelspel   |              |              | 1e ronde     | 1e ronde     | 2e ronde     | 2e ronde     | 3e ronde     | 3e ronde     | kwartfinale  | kwartfinale  | halve finale |              | finale       |              |
| vrouwendubbelspel  |              |              | 1e ronde     | 1e ronde     | 2e ronde     | 2e ronde     | 3e ronde     | 3e ronde     | kwartfinale  | halve finale |              | finale       |              |              |
| gemengd dubbelspel |              |              |              |              | 1e ronde     | 1e ronde     | 1e ronde     | 2e ronde     | 2e ronde     | kwartfinale  | kwartfinale  | halve finale |              | finale       |

## Enkelspel

### Mannen
Titelverdediger Roger Federer was als tweede geplaatst. Hij slaagde erin zijn titel te prolongeren. In de finale won hij in vijf sets van de Kroaat Marin Čilić. Het was Federers twintigste en tevens laatste grandslamtitel, de zesde op het Australian Open.

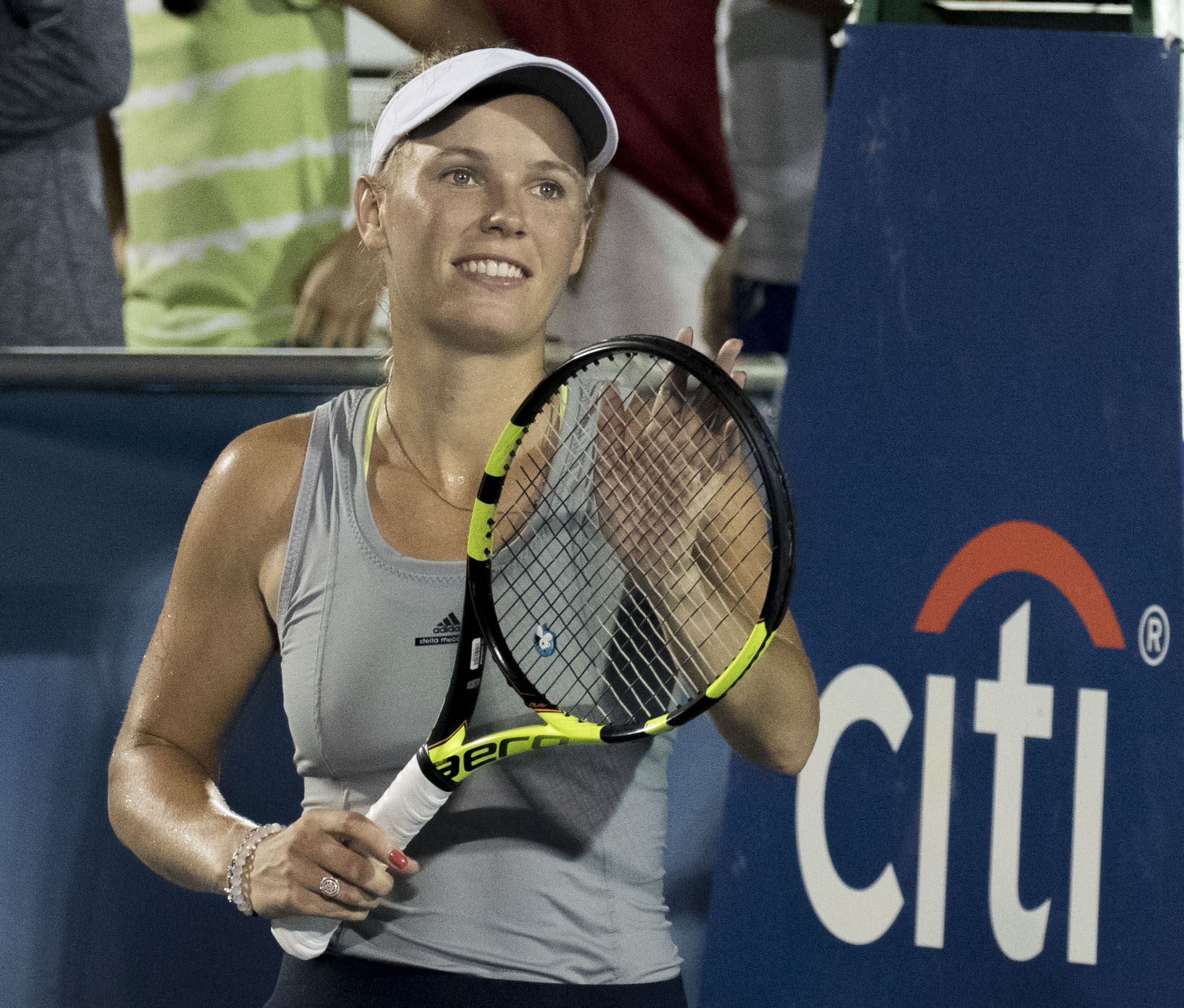
Caroline Wozniacki, winnares bij de vrouwen.

### Vrouwen
Titelhoudster Serena Williams had van deelname afgezien. Het toernooi werd gewonnen door de Deense Caroline Wozniacki, die in de finale zegevierde over de Roemeense nummer één, Simona Halep. Het was Wozniacki's eerste grandslamtitel.

## Dubbelspel

### Mannendubbelspel
Titelverdedigers Henri Kontinen en John Peers waren als tweede geplaatst – zij kwamen niet verder dan de tweede ronde. De trofee ging naar Oliver Marach uit Oostenrijk en de Kroaat Mate Pavić – in de finale versloegen zij het Colombiaanse koppel Juan Sebastián Cabal en Robert Farah Maksoud in twee sets.

### Vrouwendubbelspel
Bethanie Mattek-Sands en Lucie Šafářová waren de titelhoudsters. Mattek-Sands kon, als gevolg van een blessure, haar titel niet verdedigen. Šafářová, samen met landgenote Barbora Strýcová als vierde geplaatst, bereikte de kwartfinale. De titel werd gewonnen door Tímea Babos en Kristina Mladenovic, die in de eindstrijd aan twee sets genoeg hadden om de Russinnen Jekaterina Makarova en Jelena Vesnina te kloppen.

### Gemengd dubbelspel
Titelverdedigers waren Abigail Spears en Juan Sebastián Cabal – zij bereikten de kwartfinale. De titel werd dit jaar gewonnen door Gabriela Dabrowski en Mate Pavić, die in de finale zegevierden over Tímea Babos en Rohan Bopanna.

## Kwalificatietoernooi (enkelspel)
Algemene regels – Aan het hoofdtoernooi (enkelspel) zullen bij de mannen en vrouwen elk 128 tennissers meedoen. De 104 beste mannen en 108 beste vrouwen van de wereldranglijst die zich inschrijven, worden rechtstreeks toegelaten. Acht mannen en acht vrouwen krijgen van de organisatie een wildcard. Voor de overige ingeschrevenen resteren dan nog zestien plaatsen bij de mannen en twaalf plaatsen bij de vrouwen in het hoofdtoernooi – deze plaatsen worden via het kwalificatietoernooi ingevuld. Aan dit kwalificatietoernooi doen nog eens 128 mannen en 96 vrouwen mee – er worden drie kwalificatieronden gespeeld.
Het kwalificatietoernooi werd gespeeld van woensdag 10 tot en met zondag 14 januari 2018. Door slechte weersomstandigheden was het toernooi met een dag verlengd.
De volgende deelnemers aan het kwalificatietoernooi wisten zich een plaats te veroveren in de hoofdtabel:

### Mannenenkelspel
1. Salvatore Caruso
2. Dennis Novak
3. Jaume Munar
4. Quentin Halys
5. Vasek Pospisil
6. Kevin King
7. Denis Kudla
8. Mackenzie McDonald
9. Elias Ymer
10. Dustin Brown
11. Casper Ruud
12. Lorenzo Sonego
13. Ruben Bemelmans
14. Václav Šafránek
15. Yuki Bhambri
16. Matthias Bachinger

Lucky losers
1. Peter Polansky
2. Matteo Berrettini

### Vrouwenenkelspel
1. Anna Kalinskaja
2. Anna Blinkova
3. Zhu Lin
4. Viktorija Golubic
5. Irina Falconi
6. Denisa Allertová
7. Ivana Jorović
8. Viktória Kužmová
9. Marta Kostjoek
10. Anna Schmiedlová
11. Luksika Kumkhum
12. Magdalena Fręch

Lucky losers
1. Viktoriya Tomova
2. Bernarda Pera

### Belgen in het kwalificatietoernooi
Er waren drie vrouwelijke deelnemers:
1. Yanina Wickmayer – tweede ronde, verloor van Priscilla Hon
2. Ysaline Bonaventure – tweede ronde, verloor van Ivana Jorović
3. Maryna Zanevska – eerste ronde, verloor van Viktoriya Tomova

Twee mannen deden mee:
1. Ruben Bemelmans – kwalificeerde zich voor het hoofdtoernooi, door alle drie kwalificatiewedstrijden te winnen
2. Arthur De Greef – eerste ronde, verloor van Mathias Bourgue

### Nederlanders in het kwalificatietoernooi
Er waren drie vrouwelijke deelnemers:
1. Lesley Kerkhove – laatste kwalificatieronde, won van het eerste reekshoofd Sachia Vickery, verloor van Anna Kalinskaja
2. Bibiane Schoofs – laatste kwalificatieronde, won van zevende reekshoofd Naomi Broady, verloor van Ivana Jorović
3. Arantxa Rus – eerste ronde, verloor van Ivana Jorović

Er deden geen mannen mee.

## Junioren
Meisjesenkelspel

Finale: Liang En-shuo (Taiwan) won van Clara Burel (Frankrijk) met 6-3, 6-4
Meisjesdubbelspel

Finale: Liang En-shuo (Taiwan) en Wang Xinyu (China) wonnen van Violet Apisah (Papoea-Nieuw-Guinea) en Lulu Sun (Zwitserland) met 7-6, 4-6, [10-5]
Jongensenkelspel

Finale: Sebastian Korda (VS) won van Tseng Chun-hsin (Taiwan) met 7-6, 6-4
Jongensdubbelspel

Finale: Hugo Gaston (Frankrijk) en Clément Tabur (Frankrijk) wonnen van Rudolf Molleker (Duitsland) en Henri Squire (Duitsland) met 6-2, 6-2

## Rolstoeltennis
Rolstoelmannenenkelspel

Finale: Shingo Kunieda (Japan) won van Stéphane Houdet (Frankrijk) met 4-6, 6-1, 7-6
Rolstoelvrouwenenkelspel

Finale: Diede de Groot (Nederland) won van Yui Kamiji (Japan) met 7-6, 6-4
Quad-enkelspel

Finale: Dylan Alcott (Australië) won van David Wagner (VS) met 7-6(1), 6-1
Rolstoelmannendubbelspel

Finale: Stéphane Houdet (Frankrijk) en Nicolas Peifer (Frankrijk) wonnen van Alfie Hewett (VK) en Gordon Reid (VK) met 6-4, 6-2
Rolstoelvrouwendubbelspel

Finale: Marjolein Buis (Nederland) en Yui Kamiji (Japan) wonnen van Diede de Groot (Nederland) en Aniek van Koot (Nederland) met 6-0, 6-4
Quad-dubbelspel

Finale: Dylan Alcott (Australië) en Heath Davidson (Australië) wonnen van Andy Lapthorne (VK) en David Wagner (VS) met 6-0, 3-6, [10-7]

## Uitzendrechten
De Australian Open was in Nederland en België exclusief te zien op Eurosport. Eurosport zond de Australian Open uit via de lineaire sportkanalen Eurosport 1 en Eurosport 2 en via de online streamingdienst, de Eurosport Player.